# Кари Мора (књига)
Кари Мора је роман америчког аутора Томаса Хариса, објављен 2019. То је његова прва књига за 44 године у којој нема његовог препознатљивог лика, Ханибала Лектора. Ради се о младој колумбијској имигранткињи у Мајамију, која постаје чувар виле испод које се крије злато у вредности од двадесет пет милиона долара. Она привлачи пажњу Ханса-Петера Шнајдера, трговца људима и садистичког психопате.

## Радња
Каридад "Кари" Мора је избеглица из Колумбије, која сада живи у Мајами Бичу под привремено заштићеним статусом. Док покушава да избегне ИЦЕ Архивирано на веб-сајту  (20. децембар 2021)-ов радар, она ради разне чудне послове, а најдража јој је рехабилитација дивљих животиња. Она ради као чувар и борави у кући коју је некада поседовао Пабло Ескобар.
У међувремену, две ривалске банде усмериле су пажњу на кућу Ескобара због злата вредног 25 милиона долара које се налази испод ње. Једну води Ханс-Петер Шнајдер, немачки садистички психопата са алопецијом, пореклом из Парагваја, чија је специјалност трговина људима. Другу води Тен Белс са седиштем у Колумбији, чији су чланови три Каријина пријатеља на Флориди: Капетан Марко, Бенито и Антонио.
Уз помоћ корумпираног агента куће Феликса, Шнајдер и његова екипа добијају дозволу да неко време остану у кући, маскирајући се у филмске ствараоце. Након што је упознао Кари, Шнајдер развија опсесију њоме, док Кари не верује њему и његовим насилницима на видику. Убрзо након Шнајдеровог доласка, Бенито и Антонио такође истражују кућу, представљајући се као радници. Упозоравају Кари да мора да буде веома опрезна са Шнајдером и његовом екипом. Бенито открива рупу на травњаку, испод које се налази огроман сеф у којем се налази злато. Шнајдер открива Бенитову припадност Десет звона, приморавајући Антонија да спасе Бенита. Кари напушта кућу и одлази у стан своје рођаке и старије тетке.
Откривши локацију сефа, обе банде безуспешно покушавају да му приступе. Шнајдер шаље Феликса у рупу да прегледа сеф, да би Феликса напало и поцепало мистериозно створење (касније се открило да је крокодил из слане воде). Док се Кари спрема за бекство, Антонио, у опреми за роњење, улази у рупу са њеног улаза према мору, али га примећују и убијају двојица Шнајдерових присташа. Двојица насилника тада покушавају да убију Кари, која их обоје убија.
Ханс-Петер Шнајдер више пута разговара телефоном са Хесусом Виљарелом, бившим Ескобаровим сарадником који је донео злато на Флориду пре тридесет година. Сада прикован за кревет у болници у Баранкиљи, Виљареал каже Шнајдеру да сеф чува огромна количина Семтека који ће експлодирати ако се не отвори на одговарајући начин, што Виљарел одбија да открије осим ако му Шнајдер не исплати велику суму новца. Виљарела такође испитује Дон Ернесто Ибара, шеф Десет звона, који не сазнаје ништа, јер је Шнајдер убио Виљареала како би га спречио да открије нешто више Дон Ернесту. Ернесто шаље четири убице да убију Шнајдера, који их све убија. Ернесто долази на Флориду да види о пљачки из прве руке; састаје се са Кари и тражи од ње да помогне у замену за део новца и сигуран старачки дом за Карину болесну тетку. Уз Карину помоћ, посада Десет звона успешно разоружа експлозив, уклони злато из трезора и побегне пре него што су упозорене власти извршиле препад на кућу.
Са златом које је зарадила у пљачки, Кари је у стању да испуни свој сан о куповини сопствене куће и мирном животу док напредује на свом путу ка држављанству. Међутим, Ханс-Петер Шнајдер планира да је осакати и прода. Он отима Кари и води је у свој чамац да је испоручи. Кари бежи из чамца и плива назад на обалу са Шнајдером у потери. Када је сустиже, они се ухвате и она га убије тако што га убоде скривеним сечивом.

## Критике
Роман је добио различите критике.
Џон Коноли  је рекао: „То је фрустрирајућа, безначајна конфекција, она у којој... фрагменти ранијег сјаја његовог творца повремено блистају, чинећи остатак разочаравајућим у поређењу са њим.“
Писац Стивен Кинг је рекао: „Харис је добар, као и увек. Читање његове прозе је као трчање спором руком низ хладну свилу.“
Сара Дитум је написала: „Без Харисовог изузетно препознатљивог имена које виси над поступцима, било би тешко поверовати да је Кари Мора дело некога ко је прочитао роман, а камо ли написао блокбастер серију.“